# Eroi di mille leggende
Eroi di mille leggende (The Thief of Damascus) è un film del 1952 diretto da Will Jason.

## Trama
Abu Amdar è il capo delle guardie del sultano Khalid che vorrebbe ingaggiare una guerra con la città di Damasco, Abu però è innamorato della principessa della città e stipula così una tregua. Per sfuggire alle ire del sultano ripara a Damasco, dove con l'aiuto di Sheherazade, Sinbad, Alì Babà e altri inizierà una lotta contro il malvagrio sovrano che serviva.